# Партия свободы (США, 1840)
Па́ртия свобо́ды (англ. Liberty Party) — бывшая аболиционистская американская политическая партия, существовавшая до гражданской войны. Наибольшая активность партии пришлась на 1840-е годы, но некоторые ее остатки сохраняли активность до 1860 года. Партия выдвигала Джеймса Бирни на президентских выборах 1840 и 1844 годов. Среди других лидеров Партии свободы были филантроп Джеррит Смит, будущий председатель Верховного суда Салмон Чейз, священнослужитель Генри Хайленд Гарнет, писатель Генри Бибб и аболиционист Уильям Гуделл. Они пытались работать над уменьшением политического влияния рабовладения в США в рамках системы, созданной Конституцией и продвигали идеи всеобщего освобождения и создания интегрированного общества.
В конце 1830-х годов антирабовладельческое движение в Соединенных Штатах разделилось на гаррисоновских аболиционистов, выступавших за непротивление, антиклерикализм и выступавших против любого участия в избирательной политике, и антигаррисоновцев, которые поддерживали необходимость прямых политических действий и формирования третьей партии, выступающей против рабства. На собрании Американского общества борьбы с рабством в мае 1840 года антигаррисоновцы отделились от организации и сформировали Американское и иностранное общество борьбы с рабством. В состав нового общества вошли многие аболиционисты, выступавшие за политические действия и отвергавшие акцент Гаррисона на моральном убеждении. Они собрались в северной части штата Нью-Йорк для создания Партии свободы перед выборами 1840 года.
Партия получила поддержку от бывших вигов и джексоновских демократов, чувствовавших себя отчуждёнными от прорабовладельческого руководства своих партий, а также от привлечённых на раннем этапе женщин и афроамериканцев. Внутренние разногласия по поводу того, должна ли партия сотрудничать с аболиционистами, оставшимися в двух основных партиях, и как кандидаты от партии должны обращаться к вопросам, выходящим за рамки рабства, усилились после 1844 года. В 1847 году партийцы, выступавшие за коалицию с антирабовладельческими вигами из фракции «Совесть» и демократами из антирабовладельческой фракции Барнбёрнеров (поджигателей амбаров), добились выдвижения Джона Хейла на пост президента вместо Джеррита Смита, кандидата от радикальной Лиги свободы. Хейл был независимым демократом, выступавшим против правила кляпа, запрещавшего обсуждать рабство в Конгрессе и голосовавшим против аннексии Техаса, но не поддерживающим немедленное освобождение рабов. Тем не менее после съезда антирабовладельческих политиков в Буффало, штат Нью-Йорк в 1848 году Хейл снял свою кандидатуру в пользу бывшего президента Мартина Ван Бюрена, и большая часть Партии свободы присоединилась к более крупной Партии свободной земли. Джеррит Смит и Лига свободы продолжили поддерживать отдельную организацию и выдвигали собственный список кандидатов на каждых последующих выборах вплоть до 1860 года. Многие бывшие лидеры партии свободы, такие как Салмон Чейз, впоследствии стали основателями Республиканской партии.